# Cremolino
Cremolino (piemontesisch Chërmolin, ligurisch Chermoìn) ist eine Gemeinde in der italienischen Provinz Alessandria (AL), Region Piemont.

## Lage und Einwohner
Die Gemeinde Cremolino liegt 37 km südlich von der Provinzhauptstadt Alessandria auf einer Höhe von 380 m über dem Meeresspiegel. Das Gemeindegebiet umfasst eine Fläche von 14,41 km² und hat 1021 (Stand 31. Dezember 2023) Einwohner.
Die Nachbargemeinden sind Cassinelle, Molare, Morbello, Morsasco, Ovada, Prasco und Trisobbio.

### Verkehrsanbindung

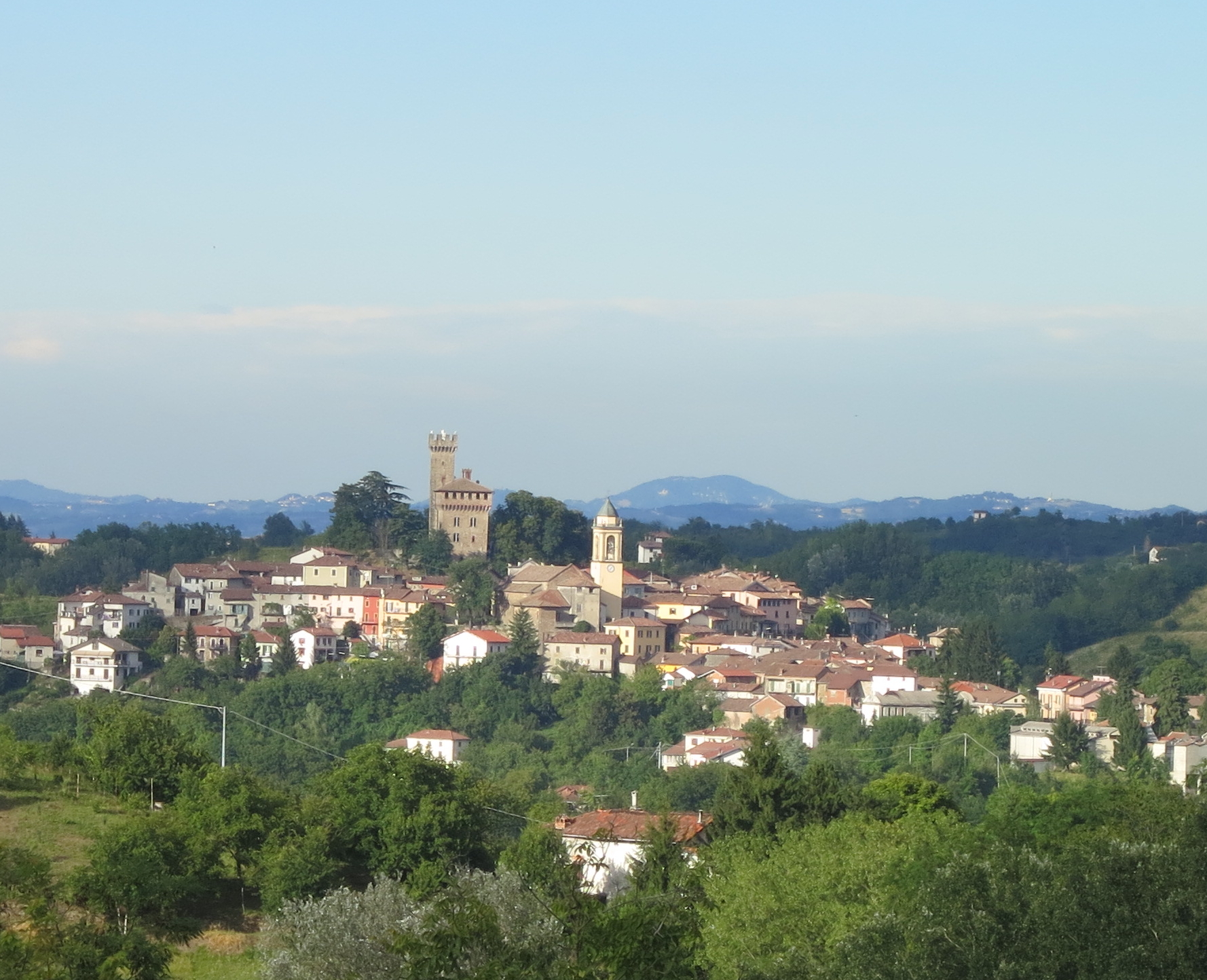
Cremolino in Piemont

Zusammen mit dem Nachbardorf Prasco hat Cremolino seit 1883 einen Bahnhof an der Bahnstrecke Asti–Genua. Der Bahnhof liegt aber weit außerhalb von Cremnolino. Kurz nach dem Bahnhof verläuft die Strecke im 3.408 Meter langen Cremolino-Tunnel, und untertunnelt die Gemeinde. Der bequemere Bahnhof, um dorthin zu gelangen, ist aber nicht der Bahnhof Prasco-Cremolino, sondern der von Ovada, der ebenso weit entfernt liegt, aber viel besser mit öffentlichen Verkehrsmitteln erreichbar ist.
In dem rund 10 km entfernten Belforte Monferrato hat die Gemeinde einen Anschluss an die Autostrada A26.

## Geschichte

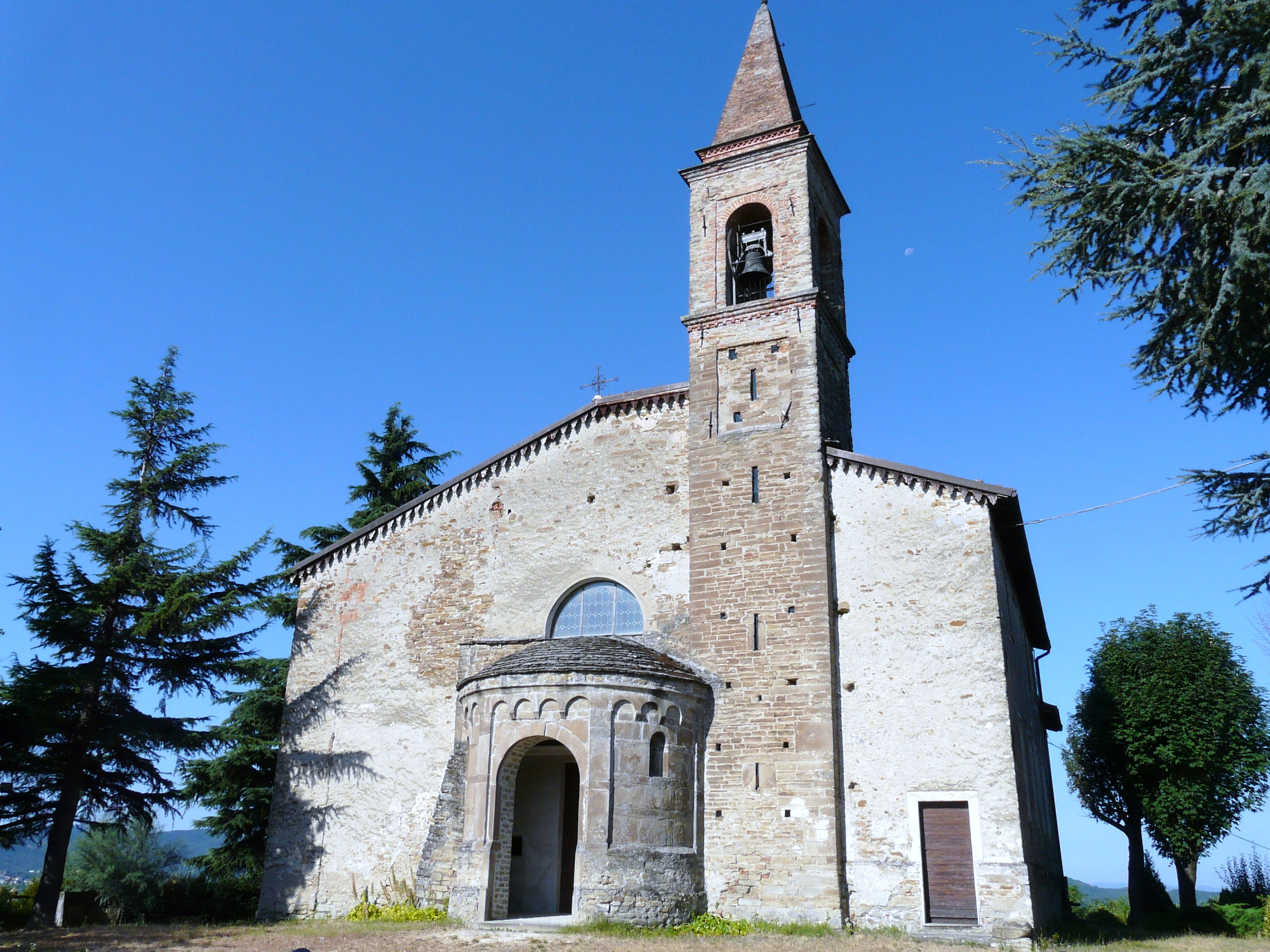
Santuario della Bruceta

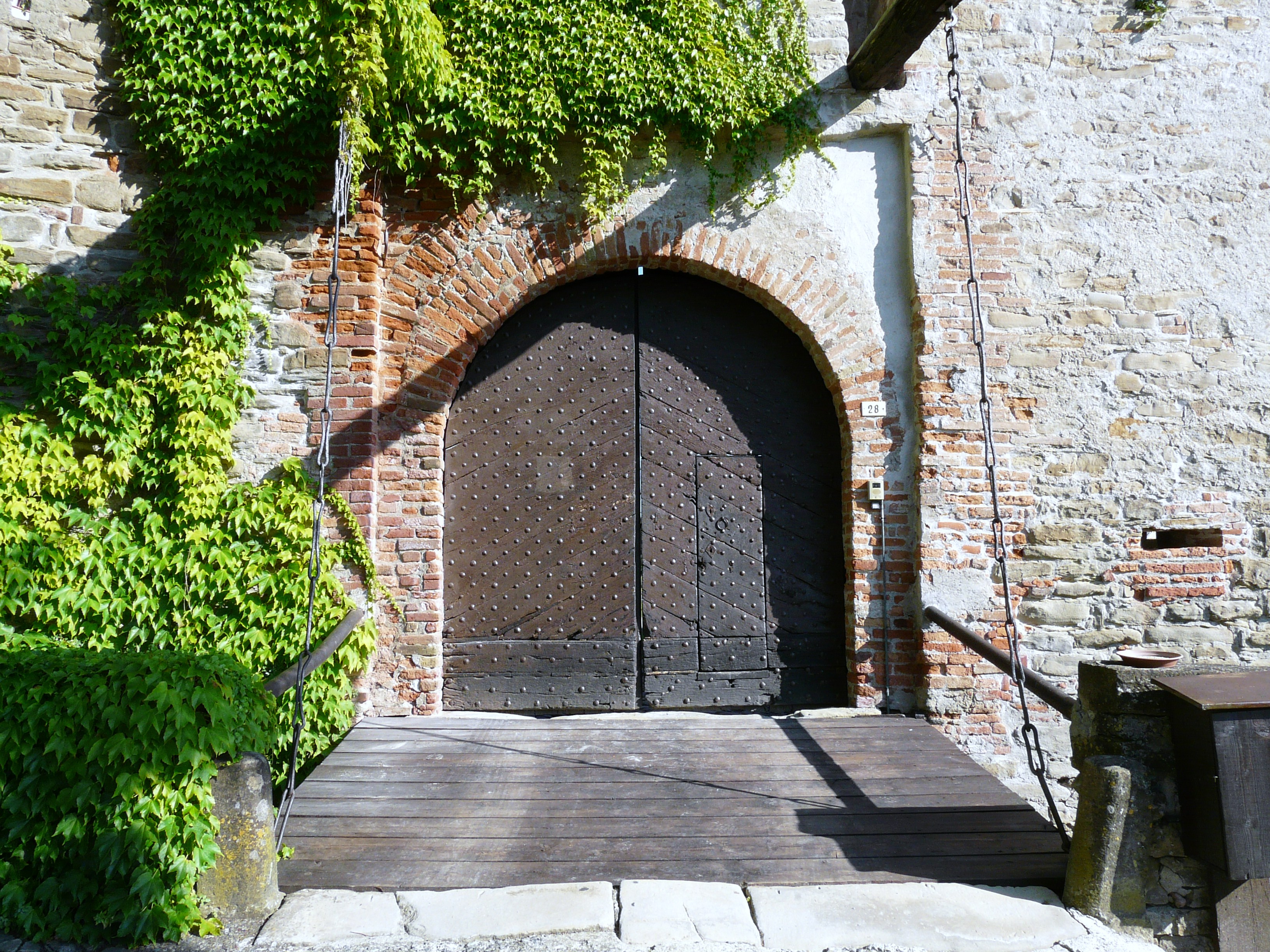
Altes Schloss, Zugbrücke

Die meisten Hinweise über die Entstehung der Siedlung stammen aus mittelalterlichen Urkunden. Eines davon, unterzeichnet von Otto III. und aus dem Jahr 998, trägt die Aufschrift „Crementia“, später ist eine weitere bezeugte Form „Cremenna“. Weitere in der mittelalterlichen Dokumentation gefundene Zeugnisse sind „Cremorinus“ und „Cremolinus“.
Jedenfalls entstand die Siedlung im Mittelalter und gehörte im selben Zeitraum zunächst dem Acqui-Komitee und dann dem Bistum Savona an. Im 11. Jahrhundert ging sie an den Markgrafen von Bosco über, der sie 1224 zusammen mit anderen Ländereien an die Gemeinde Genua abtrat. Im Jahr 1273 wurde sie durch Heirat an die Familie Malaspina belehnt, die sie etwa zwei Jahrhunderte lang besaß. Nach weiteren Übergängen zu verschiedenen genuesischen Herrschaften wurde sie 1708 in die savoyischen Besitztümer eingegliedert und erlebte damit das gleiche Schicksal wie viele andere Gemeinden im Monferrato.

## Sehenswürdigkeiten
- Das alte Schloss, das Tommaso Malaspina im 16. Jahrhundert auf der Grundlage eines primitiven Bauwerks aus dem 14. Jahrhundert erbauen lies.[4]
- Das Bruceta-Heiligtum (Santuario della Bruceta), ein Gebäude im romanischen Stil, dessen Apsis zum Eingang der Kirche umgestaltet wurde. Ursprünglich war es eine der Madonna delle Grazie geweihte Kirche, denn der Überlieferung nach erschien die Madonna hier einem taubstummen Mädchen. Nach einer Sarazeneninvasion um das Jahr 900, bei der die Kapelle in Brand gesteckt wurde, wurde nur das Steingemälde der Madonna unversehrt von den Überresten geborgen. Seitdem wurde der Name in „Bruceta“ geändert und das wundertätige Gemälde im Inneren ist erhalten geblieben. Ab dem 11. Jahrhundert erlangte das Heiligtum in der Gegend große Bedeutung.[5]
- Die Kapelle Sant'Agata aus dem 15. Jahrhundert.
- Die Kirche San Biagio und die Madonna degli Angeli.
- Die Pfarrkirche Madonna del Carmine, die 1888 an der Stelle eines Sakralbaus aus der Zeit vor dem 15. Jahrhundert erbaut wurde.

## Weinbau
In Cremolino werden Reben für den Dolcetto d’Ovada, einen Rotwein mit DOC-Status angebaut. Die Beeren der Rebsorten Spätburgunder und/oder Chardonnay dürfen zum Schaumwein Alta Langa verarbeitet werden.